# 진추하
진추하(중국어 간체자: 陈秋霞, 정체자: 陳秋霞, 한어 병음: Chén Qiūxiá 천추샤[*], 월병: can4 cau1 haa4, 1957년 11월 12일 ~ )는 홍콩 출신의 가수이자 배우이다. 영어 이름은 첼시아 챈(Chelsia Chan)이다.

## 생애
1975년 자신이 작곡하고 부른 영어 노래 〈Dark Side of Your Mind〉로 홍콩 유행가곡 창작 콘테스트에 참가하여 작곡과 가창 부문에서 1위를 차지하면서 데뷔하였다. 1976년 한국, 홍콩 합작영화 《사랑의 스잔나》에 여주인공으로 출연하였고, 이 영화로 1977년 14회 금마장 최우수 여우주연상을 수상하였다. 1981년 화교 출신의 말레이시아 라이언그룹 부호 중팅썬(중국어: 鍾廷森, 한국 한자음: 종정삼)과 결혼하면서 은퇴하였다.
2006년 25년 만에 새 앨범 《Fly Our Dreams》를 발표하고, 한국에서 쇼케이스를 가졌다. 그녀가 중전타오와 함께 부른 노래 〈One Summer Night〉은 2004년 개봉한 대한민국 영화 《말죽거리 잔혹사》에서 배경음악으로 사용되기도 하였다.

## 앨범
- Dark Side of Your Mind (1975년)
- 秋霞 - 사랑의 스잔나 (1976년)
- Because of You (1977년)
- Fly Our Dreams (2006년)

## 영화
- 사랑의 스잔나 (1976년)
- 추하 내사랑 (1977년)
- 일개녀공적고사 (1979년)
- 연애반두성 (1980년)
- 원탁의 천사 (2006년) - 엔딩곡 (음악)

## 수상
- 제14회 금마장 (1977년) - 최우수 여우주연상 (사랑의 스잔나)